# Tamara Manina
Tamara Ivanovna Manina (russe : Тамара Ивановна Манина), née le 5 septembre 1934 à Petrozavodsk, est une gymnaste soviétique. 

## Palmarès

### Jeux olympiques
- Melbourne 1956
  -  médaille d'or au concours par équipes
  -  médaille d'argent au saut de cheval
  -  médaille d'argent à la poutre
  -  médaille de bronze aux exercices d'ensemble avec agrès portatifs par équipes

- Tokyo 1964
  -  médaille d'or au concours par équipes
  -  médaille d'argent à la poutre

### Championnats du monde
- Rome 1954
  -  médaille d'or au concours par équipes
  -  médaille d'or au saut de cheval
  -  médaille d'or au sol

- Moscou 1958
  -  médaille d'or au concours par équipes
  -  médaille d'or à la poutre
  -  médaille d'argent au saut de cheval
  -  médaille de bronze au concours général individuel

- Prague 1962
  -  médaille d'or au concours par équipes
  -  médaille de bronze au saut de cheval

### Championnats d'Europe
- Bucarest 1957
  -  médaille d'argent au saut de cheval
  -  médaille de bronze à la poutre

- Cracovie 1959
  -  médaille de bronze au sol